# M/S Wadstena
M/S Wadstena är ett svenskt passagerarfartyg, som byggdes 1913 som S/S Hammarö av C J Wennbergs Mekaniska Verkstad i Karlstad. 
Fartyget byggdes ursprungligen för Hammarö Ångbåts AB i Hammarö landskommun och användes fram till 1930 i passagerar- och godstrafik. Fartyget såldes 1930 till Gustaf Abel Emanuel Lindholm-Lindberg i Tynäs och döptes om till Tynäs. År 1950 såldes fartyget till Axel Johan Viktor Svensson i Gränna, som döpte om fartyget till Hebe V. Fartyget fick hemmahamn Gränna, och trafikerade sträckan Gränna - Visingsö. År 1973 monterades det in ett nytt maskineri (Volvo TMD 100B diesel). År 1993 köpte Wetterns Båttrafik HB i Vadstena fartyget och döpte om henne till Wadstena.

## Fartygsdata
- Varv: C J Wennbergs Mekaniska Verkstad i Karlstad
- Byggår: 1913
- Varvsnummer: 55
- Längd över allt: 20,56 meter
- Bredd: 4,42 meter
- Djupgående: 2,01 meter
- Maskineri: Ångmaskin
- Effekt: 80 hk

Efter ombyggnad
- Längd över allt: 21,43 meter
- Bredd: 4,43 meter
- Djupgående: 1,90 meter
- Maskineri: Volvo TMD 100B diesel
- Passagerare: 75.
- Effekt: 147 kW
- Knop: 10,0